# Electreto
Electreto es un material dieléctrico dotado de una carga eléctrica o momento dipolar «cuasi» permanente. Un electreto genera dos campos eléctricos: uno interno y otro externo. Es el equivalente electrostático de un imán permanente. Un ejemplo particular es el electróforo, un dispositivo que consta de una lámina de material aislante con propiedades de electreto y una placa metálica.

## Etimología
Si bien desde principios del siglo XVIII se empezó a estudiar los materiales dotados de propiedades de electreto, el vocablo no se acuñó hasta 1885, por Oliver Heaviside. Está compuesto por apócope de electricidad y aféresis de magneto: imán.

## Similitud con imanes
Como los imanes, los electretos son dipolos. Estos producen un campo electrostático en su perímetro, similarmente a los imanes, que generan un campo magnético a su alrededor. Cuando un imán y un electreto están cerca ocurre un fenómeno bastante inusual: en condición estacionaria, mutuamente no se ejercen efecto alguno. En cambio si un electreto se mueve con respecto a un polo magnético surge una fuerza que actúa perpendicularmente al campo magnético, que empuja al electreto a lo largo de una trayectoria que forma 90 grados con respecto a la dirección esperada de «empuje» que seguiría si la fuerza se ejerciera sobre otro imán.

## Materiales
En la naturaleza son muy comunes los materiales electretos. Por ejemplo el cuarzo y otros isómeros de dióxido de silicio. Actualmente la mayoría de los electretos son artificiales, constituidos por polímeros: fluoropolímero, polipropileno, polietilentereftalato, etcétera.

## Aplicaciones
Los materiales electretos son de gran interés comercial y técnico. Por ejemplo, se utilizan en micrófonos electret, fotocopiadoras y en algunos tipos de filtros de aire para captación electrostática de partículas de polvo.